# Campeonato NORCECA de Voleibol Masculino de 2013
O Campeonato NORCECA de Voleibol Masculino de 2013 foi a 23.ª edição do torneio organizado pela NORCECA em parceria com a Volleyball Canadá, realizado no período de 23 a 28 de setembro. Ao total, nove equipes participaram desta edição.
A seleção norte-americana conquistou seu oitavo título ao derrotar na final única a seleção anfitriã e garantiu vaga na Copa dos Campeões de 2013. A seleção cubana completou o pódio ao derrotar a seleção porto-riquenha na disputa pela medalha de bronze. O ponteiro norte-americano Matthew Anderson foi eleito o melhor jogador do torneio.

## Seleções participantes
As seguintes seleções foram selecionadas para competir o campeonato:
| Equipe               | Última participação |
| -------------------- | ------------------- |
| Bahamas              | 1991                |
| Canadá               | 2011                |
| Cuba                 | 2011                |
| Estados Unidos       | 2011                |
| Guatemala            | 2003                |
| México               | 2011                |
| Porto Rico           | 2011                |
| República Dominicana | 2009                |
| Santa Lúcia          | 2011                |

## Local das partidas
| Langley               |
| --------------------- |
| Langley Events Centre |
|                       |
| Capacidade: 5 276     |

## Grupos
| Grupo A              | Grupo B    | Grupo C   |
| -------------------- | ---------- | --------- |
| Estados Unidos       | Bahamas    | Canadá    |
| República Dominicana | Cuba       | Guatemala |
| Santa Lúcia          | Porto Rico | México    |

## Formato da disputa
O torneio foi dividido em duas fases: fase classificatória e fase final.
As nove equipes participantes foram divididas em três grupos. Ao término da primeira fase os dois primeiros classificados com as melhores pontuação foram direto para as semifinais, o primeiro classificado com a pior pontuação e os vice-campeões de cada grupo foram disputar as quartas de final, enquanto os dois últimos classificados com a pior pontuação foram disputar o sétimo lugar. As equipes que perderam nas quartas de final avançaram para a disputa do quinto lugar, enquanto a equipe que venceu a semifinal pelo sétimo lugar passou para a final para disputar o sétimo lugar contra o melhor terceiro colocado.
A fase de grupos foi jogado com um sistema de todos contra todos e as equipes foram classificadas de acordo com os seguintes critérios.
1. Maior número de partidas ganhas.
2. Maior número de pontos obtidos, que são concedidos da seguinte forma:
  - Partida com resultado final 3-0: 5 pontos para o vencedor e 0 pontos para o perdedor.
  - Partida com resultado final 3-1: 4 pontos para o vencedor e 1 pontos para o perdedor.
  - Partida com resultado final 3-2: 3 pontos para o vencedor e 2 pontos para o perdedor.
3. Proporção entre pontos ganhos e pontos perdidos (razão de pontos).
4. Proporção entre os Sets ganhos e os Sets perdidos (relação Sets).
5. Se o empate persistir entre duas equipes, a prioridade é dada à equipe que venceu a última partida entre as equipes envolvidas.
6. Se o empate persistir entre três equipes ou mais, uma nova classificação será feita levando-se em conta apenas as partidas entre as equipes envolvidas.

## Fase classificatória

### Grupo A
|     |                      |     | Jogos | Jogos | Jogos | Resultados | Resultados | Resultados | Resultados | Resultados | Resultados | Sets | Sets | Sets  | Pontos | Pontos | Pontos |
| Pos | Equipe               | Pts | T     | V     | D     | 3–0        | 3–1        | 3–2        | 2–3        | 1–3        | 0–3        | V    | P    | R     | V      | P      | R      |
| --- | -------------------- | --- | ----- | ----- | ----- | ---------- | ---------- | ---------- | ---------- | ---------- | ---------- | ---- | ---- | ----- | ------ | ------ | ------ |
| 1   | Estados Unidos       | 10  | 2     | 2     | 0     | 2          | 0          | 0          | 0          | 0          | 0          | 6    | 0    | MAX   | 150    | 78     | 1.923  |
| 2   | República Dominicana | 5   | 2     | 1     | 1     | 1          | 0          | 0          | 0          | 0          | 1          | 3    | 3    | 1.000 | 120    | 129    | 0.930  |
| 3   | Santa Lúcia          | 0   | 2     | 0     | 2     | 0          | 0          | 0          | 0          | 0          | 2          | 0    | 6    | 0.000 | 87     | 150    | 0.580  |

Resultados
| Data   | Hora  |                      | Placar |                      | Set 1 | Set 2 | Set 3 | Set 4 | Set 5 | Total | Relatório |
| ------ | ----- | -------------------- | ------ | -------------------- | ----- | ----- | ----- | ----- | ----- | ----- | --------- |
| 23 set | 16:00 | Estados Unidos       | 3–0    | Santa Lúcia          | 25–12 | 25–10 | 25–11 |       |       | 75–33 | P2P3      |
| 24 set | 20:36 | Estados Unidos       | 3–0    | República Dominicana | 25–19 | 25–17 | 25–9  |       |       | 75–45 | P2P3      |
| 25 set | 18:00 | República Dominicana | 3–0    | Santa Lúcia          | 25–19 | 25–12 | 25–23 |       |       | 75–54 | P2P3      |

### Grupo B
|     |            |     | Jogos | Jogos | Jogos | Resultados | Resultados | Resultados | Resultados | Resultados | Resultados | Sets | Sets | Sets  | Pontos | Pontos | Pontos |
| Pos | Equipe     | Pts | T     | V     | D     | 3–0        | 3–1        | 3–2        | 2–3        | 1–3        | 0–3        | V    | P    | R     | V      | P      | R      |
| --- | ---------- | --- | ----- | ----- | ----- | ---------- | ---------- | ---------- | ---------- | ---------- | ---------- | ---- | ---- | ----- | ------ | ------ | ------ |
| 1   | Cuba       | 9   | 2     | 2     | 0     | 1          | 1          | 0          | 0          | 0          | 0          | 6    | 1    | 6.000 | 172    | 121    | 1.421  |
| 2   | Porto Rico | 6   | 2     | 1     | 1     | 1          | 0          | 0          | 0          | 1          | 0          | 4    | 3    | 1.333 | 161    | 144    | 1.118  |
| 3   | Bahamas    | 0   | 2     | 0     | 2     | 0          | 0          | 0          | 0          | 0          | 2          | 0    | 6    | 0.000 | 82     | 150    | 0.547  |

Resultados
| Data   | Hora  |            | Placar |            | Set 1 | Set 2 | Set 3 | Set 4 | Set 5 | Total | Relatório |
| ------ | ----- | ---------- | ------ | ---------- | ----- | ----- | ----- | ----- | ----- | ----- | --------- |
| 23 set | 18:00 | Cuba       | 3–0    | Bahamas    | 25–16 | 25–12 | 25–7  |       |       | 75–35 | P2P3      |
| 24 set | 18:00 | Cuba       | 3–1    | Porto Rico | 25–17 | 22–25 | 25–22 | 25–22 |       | 97–86 | P2P3      |
| 25 set | 16:00 | Porto Rico | 3–0    | Bahamas    | 25–10 | 25–17 | 25–20 |       |       | 75–47 | P2P3      |

### Grupo C
|     |           |     | Jogos | Jogos | Jogos | Resultados | Resultados | Resultados | Resultados | Resultados | Resultados | Sets | Sets | Sets  | Pontos | Pontos | Pontos |
| Pos | Equipe    | Pts | T     | V     | D     | 3–0        | 3–1        | 3–2        | 2–3        | 1–3        | 0–3        | V    | P    | R     | V      | P      | R      |
| --- | --------- | --- | ----- | ----- | ----- | ---------- | ---------- | ---------- | ---------- | ---------- | ---------- | ---- | ---- | ----- | ------ | ------ | ------ |
| 1   | Canadá    | 10  | 2     | 2     | 0     | 2          | 0          | 0          | 0          | 0          | 0          | 6    | 0    | MAX   | 150    | 79     | 1.899  |
| 2   | México    | 5   | 2     | 1     | 1     | 1          | 0          | 0          | 0          | 0          | 1          | 3    | 3    | 1.000 | 124    | 130    | 0.954  |
| 3   | Guatemala | 0   | 2     | 0     | 2     | 0          | 0          | 0          | 0          | 0          | 2          | 0    | 6    | 0.000 | 85     | 150    | 0.567  |

Resultados
| Data   | Hora  |        | Placar |           | Set 1 | Set 2 | Set 3 | Set 4 | Set 5 | Total | Relatório |
| ------ | ----- | ------ | ------ | --------- | ----- | ----- | ----- | ----- | ----- | ----- | --------- |
| 23 set | 20:17 | Canadá | 3–0    | Guatemala | 25–10 | 25–10 | 25–10 |       |       | 75–30 | P2P3      |
| 24 Sep | 16:00 | México | 3–0    | Guatemala | 25–18 | 25–14 | 25–23 |       |       | 75–55 | P2P3      |
| 25 set | 20:00 | Canadá | 3–0    | México    | 25–22 | 25–15 | 25–12 |       |       | 75–49 | P2P3      |

## Fase final

### Disputa do 7º–9º lugar
|  | 9º lugar    | 9º lugar |         |   | 7º lugar | 7º lugar |
|  |             |          |         |   |          |          |
|  |             |          |         |   |          |          |
|  |             |          |         |   |          |          |
|  |             |          |         |   |          |          |
|  |             |          |         |   |          |          |
|  |             |          |         |   |          |          |
|  | Santa Lúcia | 0        |         |   |          |          |
|  | Santa Lúcia | 0        |         |   |          |          |
|  |             |          | Bahamas | 3 |          |          |
|  | Guatemala   | 0        | Bahamas | 3 |          |          |
|  | Guatemala   | 0        |         |   |          |          |
|  | Bahamas     | 3        |         |   |          |          |
|  | Bahamas     | 3        |         |   |          |          |

#### Nono lugar
| Data   | Hora  |           | Placar |         | Set 1 | Set 2 | Set 3 | Set 4 | Set 5 | Total | Relatório |
| ------ | ----- | --------- | ------ | ------- | ----- | ----- | ----- | ----- | ----- | ----- | --------- |
| 26 set | 16:00 | Guatemala | 0–3    | Bahamas | 18–25 | 21–25 | 23–25 |       |       | 62–75 | P2P3      |

#### Sétimo lugar
| Data   | Hora  |             | Placar |         | Set 1 | Set 2 | Set 3 | Set 4 | Set 5 | Total | Relatório |
| ------ | ----- | ----------- | ------ | ------- | ----- | ----- | ----- | ----- | ----- | ----- | --------- |
| 27 set | 16:00 | Santa Lúcia | 0–3    | Bahamas | 17–25 | 20–25 | 20–25 |       |       | 57–75 | P2P3      |

### Chaveamento final
|  |                      |                      |                |      | Quartas de final | Quartas de final |  |  | Semifinais | Semifinais |  |  | Final | Final |
|  |                      |                      |                |      |                  |                  |  |  |            |            |  |  |       |       |
|  |                      |                      |                |      |                  |                  |  |  |            |            |  |  |       |       |
|  |                      |                      |                |      |                  |                  |  |  |            |            |  |  |       |       |
|  | Porto Rico           | 3                    |                |      |                  |                  |  |  |            |            |  |  |       |       |
|  | Porto Rico           | 3                    |                |      |                  |                  |  |  |            |            |  |  |       |       |
|  |                      |                      | México         | 0    |                  |                  |  |  |            |            |  |  |       |       |
|  | Estados Unidos       | 3                    | México         | 0    |                  |                  |  |  |            |            |  |  |       |       |
|  | Estados Unidos       | 3                    | Quinto lugar   |      |                  |                  |  |  |            |            |  |  |       |       |
|  |                      |                      | Porto Rico     | 1    |                  |                  |  |  |            |            |  |  |       |       |
|  | México               | 3                    | Porto Rico     | 1    |                  |                  |  |  |            |            |  |  |       |       |
|  | México               | 3                    |                |      |                  |                  |  |  |            |            |  |  |       |       |
|  | República Dominicana | 0                    |                |      |                  |                  |  |  |            |            |  |  |       |       |
|  | República Dominicana | 0                    | Estados Unidos | 3    |                  |                  |  |  |            |            |  |  |       |       |
|  |                      |                      | Estados Unidos | 3    |                  |                  |  |  |            |            |  |  |       |       |
|  |                      | Canadá               | 0              |      |                  |                  |  |  |            |            |  |  |       |       |
|  |                      |                      | 0              | Cuba | 3                |                  |  |  |            |            |  |  |       |       |
|  |                      |                      |                |      |                  |                  |  |  |            |            |  |  |       |       |
|  |                      | República Dominicana | 2              |      |                  |                  |  |  |            |            |  |  |       |       |
|  | Canadá               | República Dominicana | 2              | 3    |                  |                  |  |  |            |            |  |  |       |       |
|  | Canadá               |                      | Terceiro lugar | 3    |                  |                  |  |  |            |            |  |  |       |       |
|  |                      |                      | Cuba           | 0    |                  |                  |  |  |            |            |  |  |       |       |
|  | Porto Rico           | 2                    | Cuba           | 0    |                  |                  |  |  |            |            |  |  |       |       |
|  | Porto Rico           | 2                    |                |      |                  |                  |  |  |            |            |  |  |       |       |
|  | Cuba                 | 3                    |                |      |                  |                  |  |  |            |            |  |  |       |       |
|  | Cuba                 | 3                    |                |      |                  |                  |  |  |            |            |  |  |       |       |
|  |                      |                      |                |      |                  |                  |  |  |            |            |  |  |       |       |

#### Quartas de final
| Data   | Hora  |            | Placar |                      | Set 1 | Set 2 | Set 3 | Set 4 | Set 5 | Total  | Relatório |
| ------ | ----- | ---------- | ------ | -------------------- | ----- | ----- | ----- | ----- | ----- | ------ | --------- |
| 26 set | 18:00 | Porto Rico | 3–0    | México               | 25–17 | 25–17 | 25–22 |       |       | 75–56  | P2P3      |
| 26 set | 20:00 | Cuba       | 3–2    | República Dominicana | 25–21 | 21–25 | 23–25 | 25–16 | 15–12 | 109–99 | P2P3      |

#### Semifinais
| Data   | Hora  |                | Placar |            | Set 1 | Set 2 | Set 3 | Set 4 | Set 5 | Total | Relatório |
| ------ | ----- | -------------- | ------ | ---------- | ----- | ----- | ----- | ----- | ----- | ----- | --------- |
| 27 set | 18:00 | Estados Unidos | 3–1    | Porto Rico | 25–13 | 24–26 | 25–20 | 25–16 |       | 99–75 | P2P3      |
| 27 set | 20:30 | Canadá         | 3–0    | Cuba       | 25–14 | 25–17 | 25–21 |       |       | 75–52 | P2P3      |

#### Quinto lugar
| Data   | Hora  |        | Placar |                      | Set 1 | Set 2 | Set 3 | Set 4 | Set 5 | Total | Relatório |
| ------ | ----- | ------ | ------ | -------------------- | ----- | ----- | ----- | ----- | ----- | ----- | --------- |
| 28 set | 16:00 | México | 3–0    | República Dominicana | 25–23 | 25–22 | 26–24 |       |       | 76–69 | P2P3      |

#### Terceiro lugar
| Data   | Hora  |            | Placar |      | Set 1 | Set 2 | Set 3 | Set 4 | Set 5 | Total   | Relatório |
| ------ | ----- | ---------- | ------ | ---- | ----- | ----- | ----- | ----- | ----- | ------- | --------- |
| 28 set | 18:00 | Porto Rico | 2–3    | Cuba | 29–27 | 27–25 | 20–25 | 25–27 | 12–15 | 113–119 | P2P3      |

#### Final
| Data   | Hora  |                | Placar |        | Set 1 | Set 2 | Set 3 | Set 4 | Set 5 | Total | Relatório |
| ------ | ----- | -------------- | ------ | ------ | ----- | ----- | ----- | ----- | ----- | ----- | --------- |
| 28 set | 20:58 | Estados Unidos | 3–0    | Canadá | 25–23 | 25–20 | 25–14 |       |       | 75–57 | P2P3      |

## Classificação final
| Colocação | Time                 |
| --------- | -------------------- |
| 1         | Estados Unidos       |
| 2         | Canadá               |
| 3         | Cuba                 |
| 4         | Porto Rico           |
| 5         | México               |
| 6         | República Dominicana |
| 7         | Bahamas              |
| 8         | Santa Lúcia          |
| 9         | Guatemala            |

|  | Equipe classificada para a Copa dos Campeões de 2013 |

## Premiações
| Campeonato NORCECA de 2013          |
| Estados Unidos                      |
| ----------------------------------- |
| Estados Unidos Campeão (8.º título) |

### Individuais
Os atletas que se destacaram individualmente foramː
| - Most Valuable Player (MVP) Matthew Anderson - Melhor oposto Andy Leonardo - Melhor levantador Micah Christenson | - Melhores centrais Rudy Verhoeff Byron Ferguson - Melhor líbero Dennis Del Valle |